# Cirsium morinifolium
Die Morinablättrige Kratzdistel (Cirsium morinifolium) ist eine Pflanzenart aus der Gattung der Kratzdisteln (Cirsium) und damit der Familie der Korbblütler (Asteraceae).

## Merkmale
Cirsium morinifolium ist ein zweijähriger Hemikryptophyt, der Wuchshöhen von 30 bis 100 Zentimeter erreicht. Der Stängel ist reich verzweigt, kraus behaart und nicht geflügelt. Die Laubblätter sind sitzend, stark wellig und selten mehr als 10 Millimeter herablaufend. Die Fiederabschnitte sind dreieckig-lanzettlich und weisen kräftige, gelbliche Dornen auf.
Die zahlreichen Köpfchen sind in einer reich verzweigten Rispe oder Schirmtraube angeordnet. Sie sind von acht bis zwölf Tragblättern umgeben, die sparrig-dornig und zwei- bis viermal so lang sind. Die Hülle hat einen Durchmesser von 17 bis 30 (selten bis 35) Millimeter. Die äußeren Hüllblätter sind mehr oder weniger stark abstehend. Die Krone ist rosa oder weißlich gefärbt.
Die Blütezeit reicht von Juli bis August.
Die Chromosomenzahl beträgt 2n = 34.

## Vorkommen
Cirsium morinifolium ist auf Kreta in den Gebirgen der Regionalbezirke Chania, Rethymno, Iraklio und Lasithi endemisch. Die Art wächst auf überweideten Igelpolsterheiden, in Bergwäldern und in Dolinen in Höhenlagen von 1100 bis 2100 Meter.